# Jeórjiosz Avérof (cirkáló)
A görög Jeórjiosz Avérof (Γεώργιος Αβέρωφ) volt az utolsóként megépített páncélos cirkáló típusú hadihajó, melyet a világon megépítettek, Jelenleg múzeumhajóként áll szolgálatban. A nevét Jeórjiosz Avérof (1815-1899) görög üzletemberről kapta, aki végrendeletében 300 000 arany brit font sterlinget hagyományozott a görög haditengerészet fejlesztésére. A hajó a görög Haditengerészet (Πολεμικό Ναυτικό, Polemikó Naftikó) egyik jelképe.

## Története

### Építése
A hajót 1907-ben kezdték el építeni az olaszországi Livornóban, az Orlando-gyárban az olasz Királyi Haditengerészet (Regia Marina) számára.Az építése 1907-től 1911-ig tartott, de az olasz kormány anyagi gondjai miatt még befejezése előtt eladták Görögország Királyi Haditengerészete (Βασιλικόν Ναυτικόν, Vasilikón Naftikón) számára, 950 750 brit font sterlingért.  Az egység végül az olasz  Pisa-osztályú páncélos cirkálók erősen módosított, továbbfejlesztett változata lett. Olasz fél-testvérhajói, az RN Pisa éa az RN Amalfi brit, Vickers gyártmányú 10 hüvelykes fő lövegei helyett könnyebb, 9,2 hüvelykes (234 mm-es), szintén brit BL 9.2-inch Mk IX lövegeket kapott. A páncélos cirkálót  olasz hajtóművekkel, francia kazánokkal (Belleville típus), brit lövegekkel (Armstrong típus), valamint német generátorokkal és páncélzattal (Krupp típus) szerelték fel. 1910-ben bocsátották vízre, a rá következő évben pedig szolgálatba is állították.

### Tengerészeti pályafutása a kezdetektől máig
A Balkán-háborúk idején Pávlosz Kunturiótisz görög admirális zászlóshajója volt. 1912 októberében részt vett a Lémnosz szigetének elfoglalásában a törökök ellen. 1912. december 12-én és 1913. január 18-án is a török flotta kitörést kísérelt meg, de a két flotta egymással vívott csatáiban a Dardanellák közelében végül a görög haditengerészet győzedelmeskedett. A cirkáló tizenegy gránáttalálatot kapott, de jó páncélzata megvédte a hajót a súlyosabb károktól.
Mikor Görögország belépett az első világháborúba, a hajó más görög hadihajókkal együtt csatlakozott a Földközi-tengeri antant hadiflottához.
A második világháborúban, mikor a német-olasz csapatok megszállták Görögországot, a páncélos cirkálónak sikerült a brit fennhatóság alatt álló Alexandriába menekülnie.  1945-től iskolahajóként, majd laktanyahajóként teljesített szolgálatot. A 70-es évek végéig a Pórosznál horgonyzott. 1984-től máig múzeumhajóként megőrizték és mára a görög tengerészet egyik jelképe lett.

## Technikai adatok

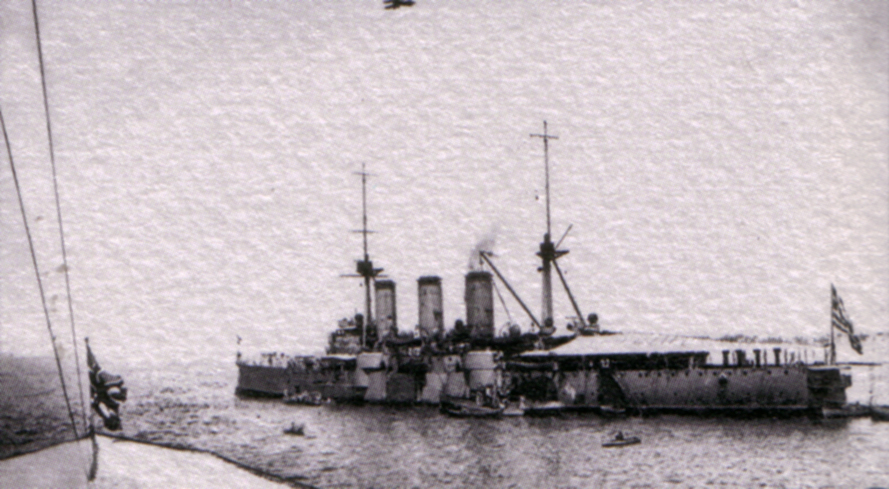
A páncélos cirkáló az első világháború idején

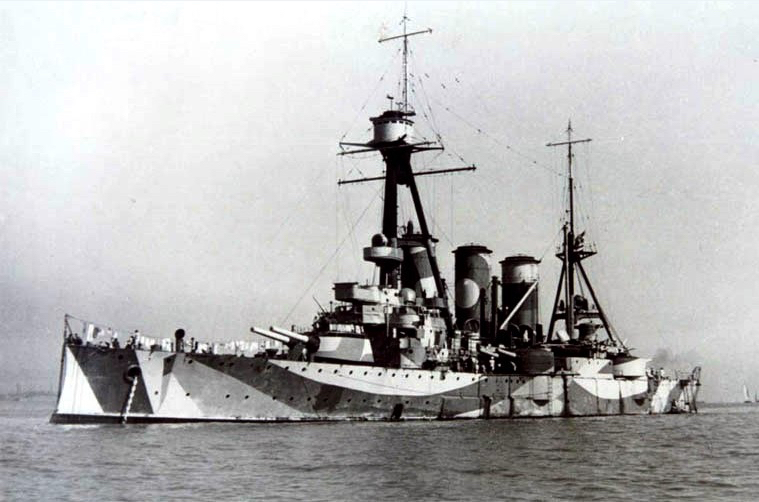
A Jeórjiosz Avérof görög páncélos cirkáló 1942-ben a brit indiai Bombayben.

- vízkiszorítás: 9450 t vagy 11 000 t (max.)
- hossz: 141 m
- szélesség: 21,1 m
- merülés: 7,4 m
- hajtómű: 2 db háromszoros expanziós gőzgép 
 22 db Belleville-kazán 
 2 db hajócsavar
- üzemanyag: szén, 1500 t
- teljesítmény: 19 000 LE
- sebesség: 22 cs (max.)
- hatótávolság: 7125 tmf/10 cs
- fegyverzet: 4 db 234 mm-es L/45 ágyú 
 8 db 152 mm-es L/45 ágyú 
 8 db 120 mm-es L/45-ös ágyú 
 4 db 76 mm-es L/45-ös ágyú 
 2 db 76 mm-es légvédelmi ágyú 
 2 db 47 mm-es ágyú 
 5 db 40 mm-es légvédelmi-gépágyú 
 2 db gépágyú 
 3 db 456 mm-es torpedó-vetőcső
- legénység: 670 fő békeidőben, 1200 fő háborúban

## Képgaléria

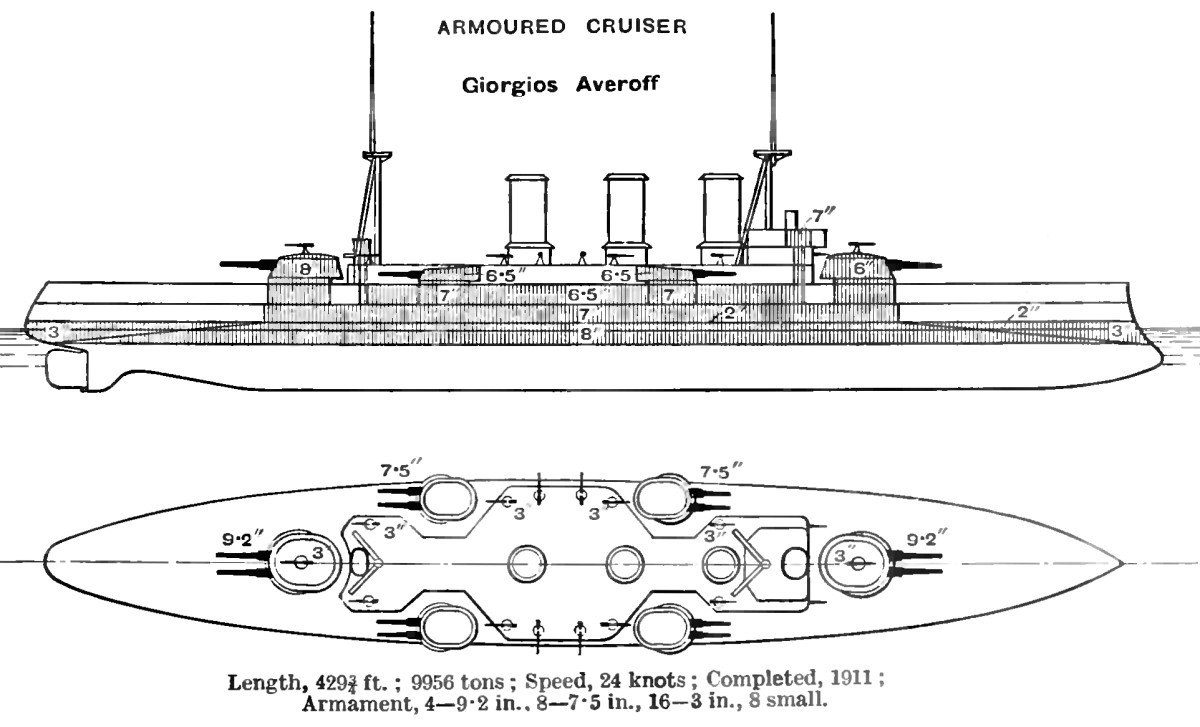
A cirkáló jellegrajza (Brassey's Naval Annual, 1923).
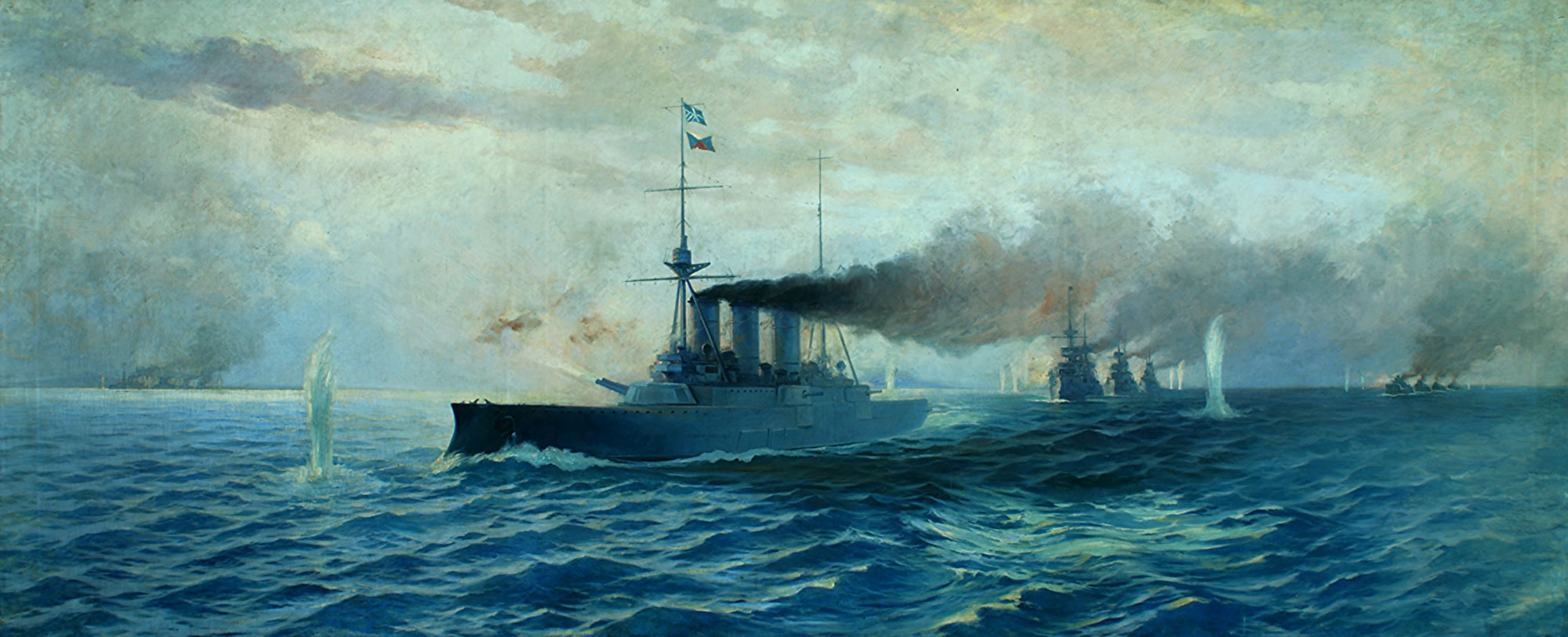
Zászlóshajóként a balkáni-háborúk idején, az éliszi csatában.
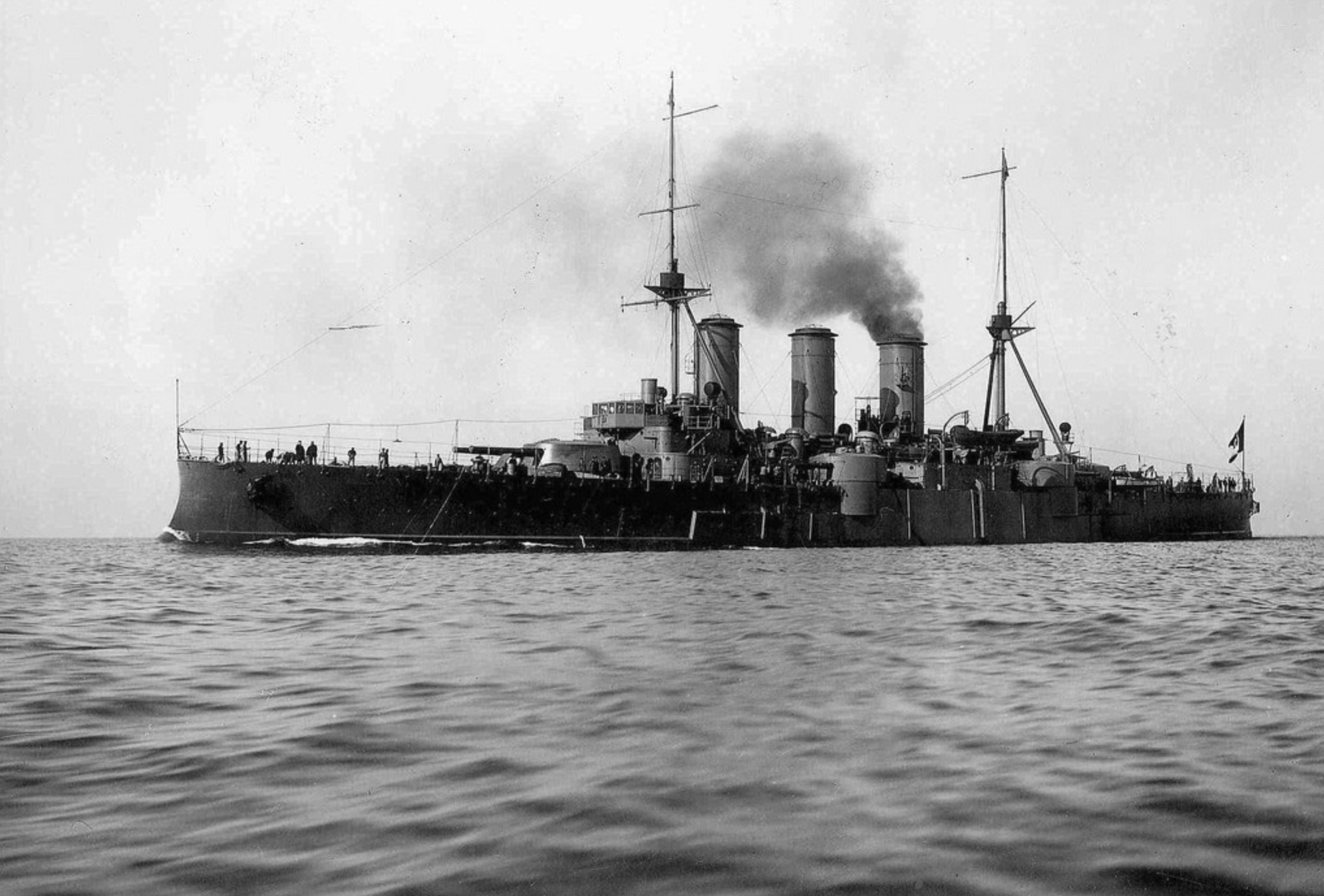
A Jeórjiosz Avérof 1913-ban.
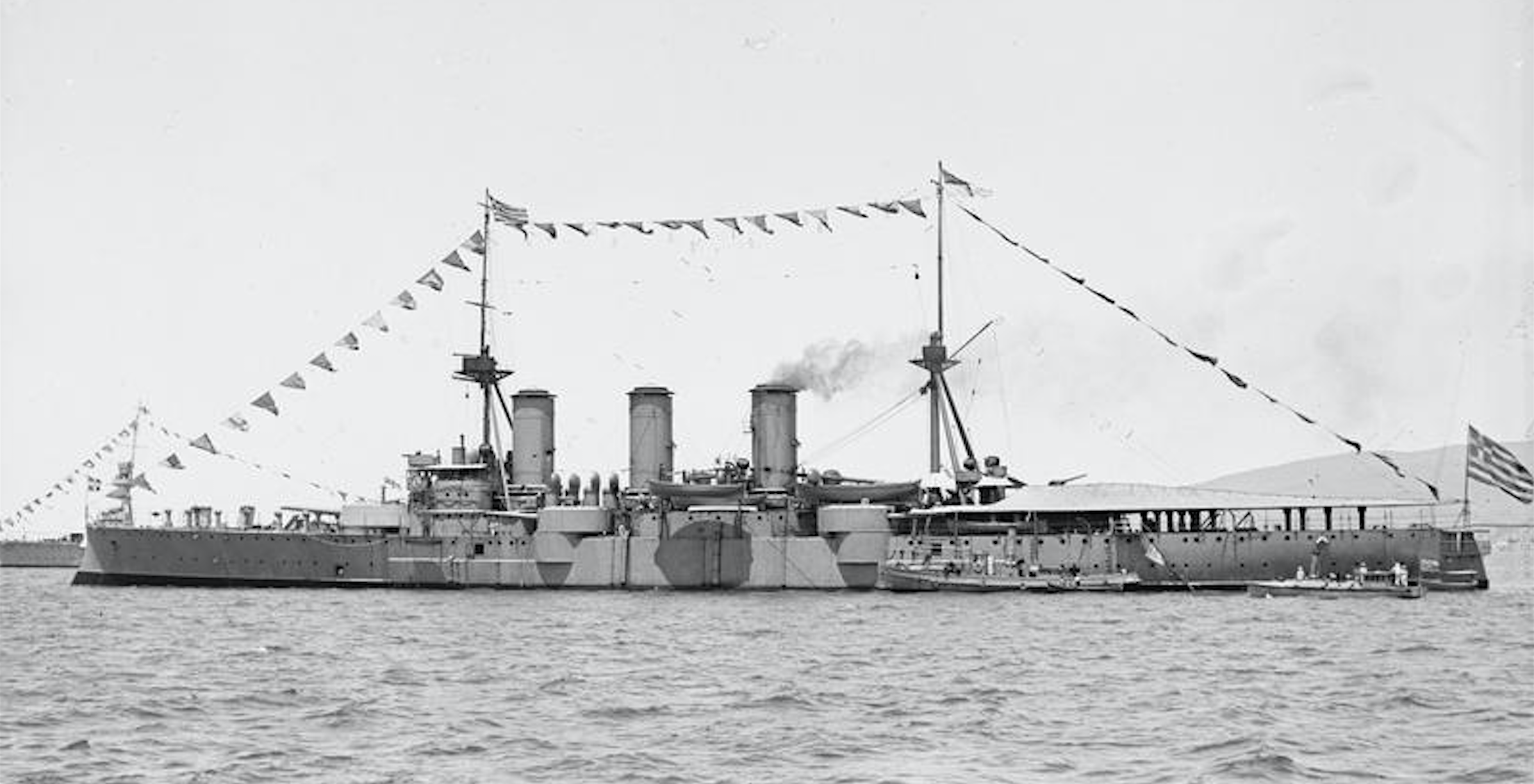
A Jeórjiosz Avérof 1919-ben, Kréta partjainál.
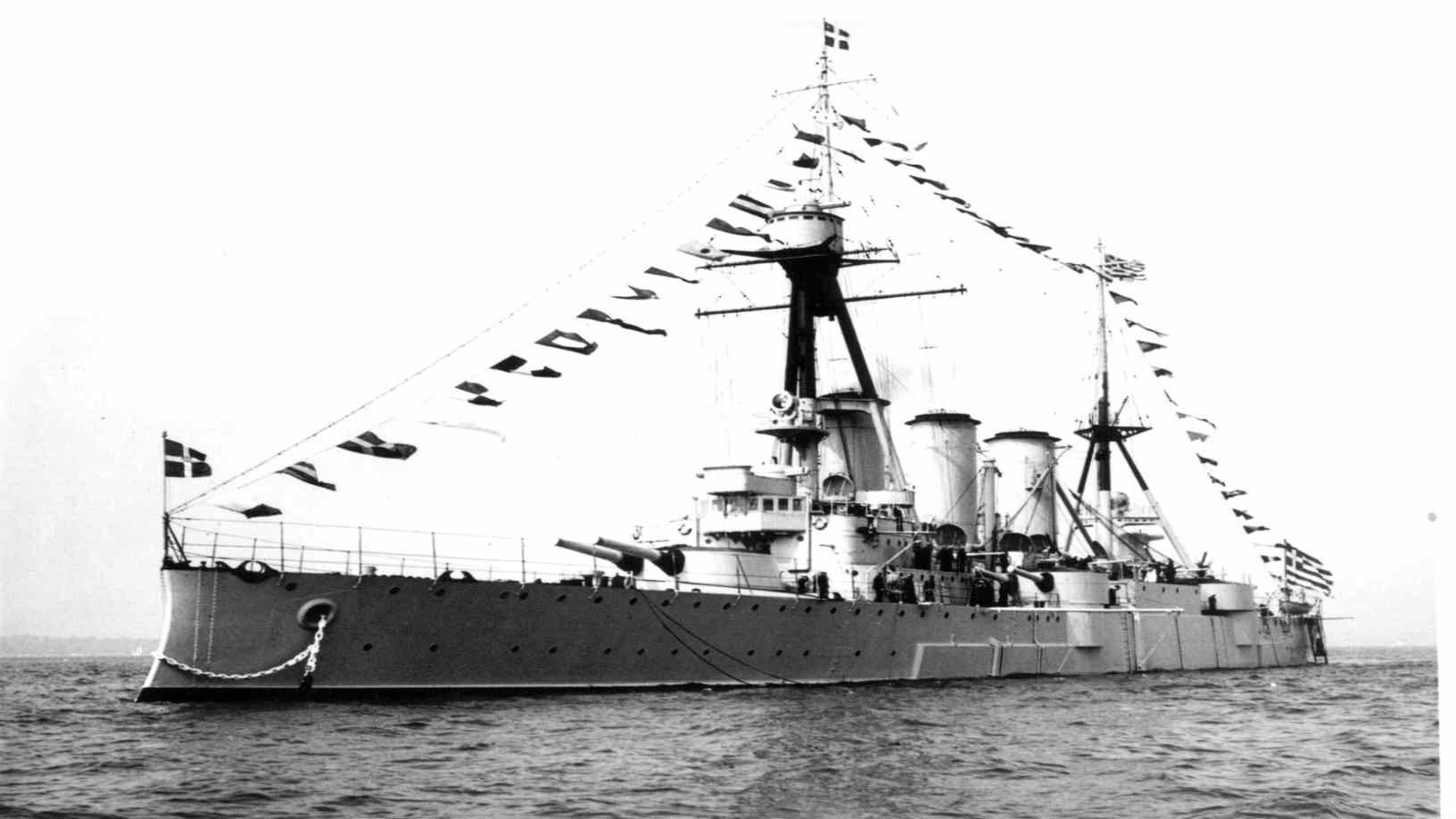
A Jeórjiosz Avérof 1937-ben, VI. György brit király koronázási flottaszemléjén, fellobogózva.
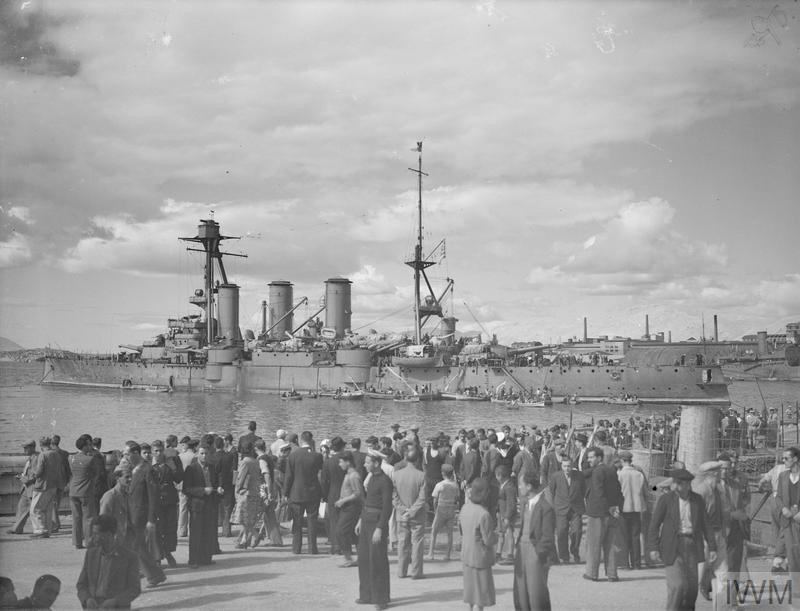
A páncélos cirkáló 1944. október 20-án Pireuszban.
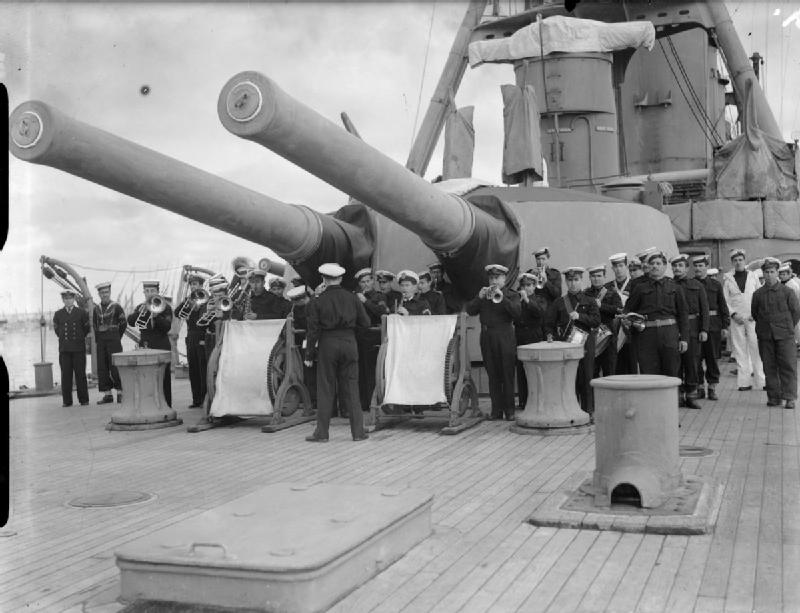
A páncélos cirkáló egyik ikerágyús, 234 mm-es fő lövegtornya.
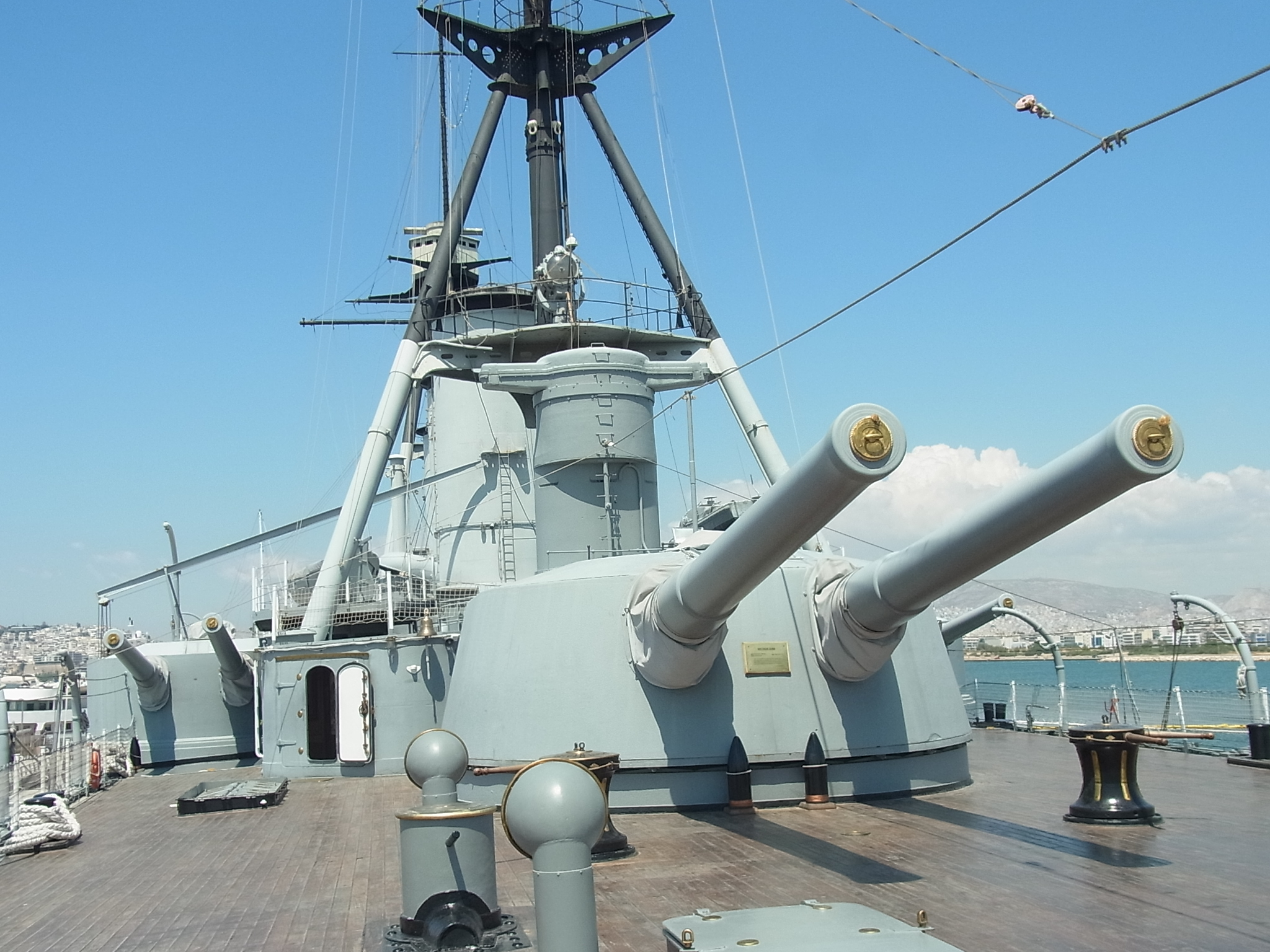
A páncélos cirkáló tatfedélzete.
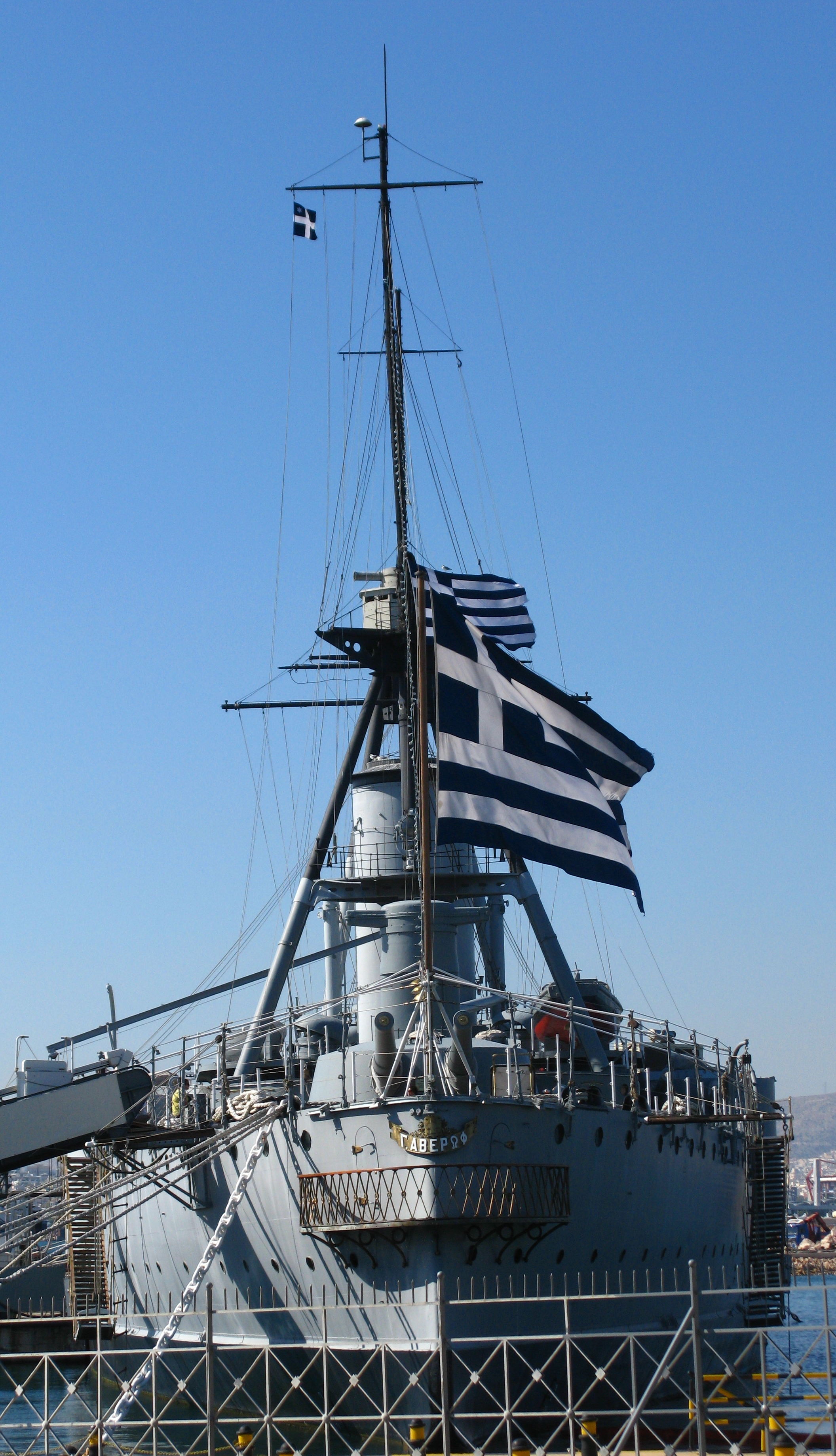
Jeórjiosz Avérof szemből.
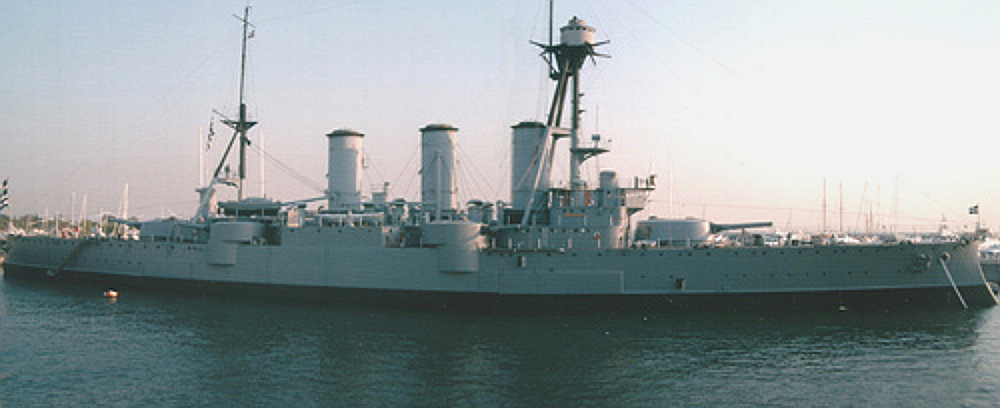
A hajó 2005-ben.

## Lásd még
- Görögország az első világháborúban